# ロバート・R・マキャモン
ロバート・R・マキャモン（Robert R. McCammon ，1952年7月17日 - ）は、アメリカ合衆国の作家。
スティーヴン・キング、ディーン・R・クーンツに次ぐモダン・ホラー界の第三の男といわれた。
初期は恐怖小説が中心だったが、のちに普通小説も発表している。

## 経歴
アラバマ州バーミングハム生まれ。アラバマ大学でジャーナリズム学を専攻。
卒業後、職を転々としたのち、1978年に作家デビュー。現代の吸血鬼小説『奴らは渇いている』(1981年)で人気作家になった。
しばらくスランプになったが、1987年発表の100万部を超えるベストセラーとなった『スワン・ソング』と1990年の『マイン』で、アメリカ・ホラー作家協会がその年に出版された最も優れたホラー小説に与えるブラム・ストーカー賞最優秀長編賞を2度受賞する。

## 作品

### 長編
- Baal （1978）未訳
- Bethany's Sin （1980）未訳
- 『ナイト・ボート』（The Night Boat (1980)、嶋田洋一訳、角川ホラー文庫） 1993.7
- 『奴らは渇いている』上・下（They Thirst (1981)、田中一江訳、扶桑社ミステリー文庫） 1991.5
- 『ミステリー・ウォーク』上・下（Mystery Walk (1983)、山田和子訳、福武書店） 1990.12、のち福武書店ミステリ・ペイパーバックス 1994.9、のち福武文庫 1998.2、のち創元推理文庫 2003.10
- 『アッシャー家の弔鐘』上・下（Usher's Passing (1984)、大瀧啓裕訳、扶桑社ミステリー文庫） 1991.7
- 『スワン・ソング』上・下（Swan Song (1987)、加藤洋子訳、福武書店ミステリ・ペイパーバックス） 1994.4、のち福武文庫 1996.10
  - 1987年度ブラム・ストーカー賞受賞
- 『スティンガー』上・下（Stinger (1988)、白石朗訳、扶桑社ミステリー文庫） 1991.2
- 『狼の時』上・下（The Wolf's Hour (1989)、嶋田洋一訳、角川ホラー文庫） 1993.12
  - 1990年度世界幻想文学大賞受賞
- 『マイン』上・下（Mine (1990) 、二宮磬訳、文藝春秋） 1992.4、のち文春文庫 1995.2　　　　　　　　　　　 
  - 1990年度ブラム・ストーカー賞受賞
- 『少年時代』上・下（Boy's Life (1991)、二宮磬訳、文藝春秋） 1995.3、のち文春文庫 1999.2、のちヴィレッジブックス 2005.7
  - 1991年度ブラム・ストーカー賞受賞
  - 1992年度世界幻想文学大賞受賞
  - 日本冒険小説協会大賞 第14回 大賞
  - このミステリーがすごい! 1996年海外編第2位
  - このミステリーがすごい! 10周年ベスト・オブ・ベスト海外編第4位
  - このミステリーがすごい! 20周年ベスト・オブ・ベスト海外編第7位
- 『遥か南へ』（Gone South (1992)、二宮磬訳、文藝春秋） 1995.9、のち文春文庫 2000.1
- The Five (2011) 未訳
- The Border (2015) 未訳
- The Listener (2018) 未訳

#### マシュー・コーベット書記シリーズ
シリーズ表記は、公式サイトに倣う。
- #1 『魔女は夜ささやく』上・下（Speaks The Nightbird (2002) 、二宮磬訳、文藝春秋） 2003.8
- #2 The Queen of Bedlam (2007) 未訳
- #3 Mister Slaughter (2010) 未訳
- #4 The Providence Rider (2012) 未訳
- #5 The River of Souls (2014) 未訳
- #6 Freedom of the Mask (2016) 未訳
- #7 Cardinal Black (2019) 未訳
- #8 The King of Shadows (2022) 未訳
- #9 Seven Shades of Evil (2023) 短編集・未訳
The Four Lamplighters
Night Ride
The House at the Edge of the World
The Scorpion's Eye
Skeleton Crew
The Pale Pipesmoker
Wandering Mary
Incident on The Lady Barbara
- #10 Leviathan (2024) 未訳

#### I Travel by Nightシリーズ
- #1 I Travel by Night (2013) 未訳
- #2 Last Train from Perdition (2016) 未訳

### 短編集
- 『ブルー・ワールド』（Blue World (1989)、小尾芙佐訳、文春文庫） 1994.9
「序」 Innocence and Terror: the Heart of Horror
「スズメバチの夏」 Yellowjacket Summer (1986)
「メーキャップ」 Makeup (1981)
「死の都」 Doom City (1987)
「ミミズ小隊」 Nightcraler (1984)
「針」 Pin (1989)
「キイスケのカゴ」 Yellachile's Cage (1987)
「アイ・スクリーム・マン」 I Scream Man (1985)
「そいつがドアをノックする」 He'll Come Knocking at Your Door (1986)
「チコ」 Chico (1989)
「夜はグリーン・ファルコンを呼ぶ」 Night Calls the Green Falcon (1988)
「赤い家」 The Red House (1985)
「なにかが通りすぎていった」 Something Passed By (1989)
「ブルー・ワールド」 Blue World (1989)
- The Hunter from the Woods (2011) 未訳・短編集、『狼の時』の続編的位置付け
The Great White Way
The Man from London
Sea Chase
The Wolf and the Eagle
The Room at the Bottom of the Stairs
Death of a Hunter
- A Little Amber Book of Wicked Shots (2020) 未訳
Little Green Gown
Message from the Overmind
DST, INC.